# Sent Jòrdi de Montvarlan
Montvarlan (en francès Montbarla) és un municipi francès situat al departament de Tarn i Garona i a la regió d'Occitània.

## Demografia
| 1962                                       | 1968 | 1975 | 1982 | 1990 | 1999 | 2007 |
| ------------------------------------------ | ---- | ---- | ---- | ---- | ---- | ---- |
| 158                                        | 166  | 151  | 163  | 179  | 165  | 168  |
| Des de 1962: població sense dobles comptes |      |      |      |      |      |      |

## Administració
| Període   | Identitat       | Partit |
| --------- | --------------- | ------ |
| 1977-1995 | Jean-Paul Lafon |        |
| 1995-2008 | Monique Deligne |        |
| 2008-     | Jean José Gary  |        |